# Athenaeum of Ohio
Pour les articles homonymes, voir Athenaeum.
L'Athenaeum of Ohio (Athénée de l'Ohio) ou Mount St. Mary's Seminary of the West (séminaire de l'Ouest - Mont-Sainte-Marie), originellement St. Francis Xavier Seminary (séminaire Saint-François-Xavier) est un séminaire catholique sis à Cincinnati dans l'Ohio. C'est le troisième séminaire catholique fondé aux États-Unis. Il a été établi par Mgr Fenwick, premier évêque de Cincinnati, en 1829 avec l'athénée (plus tard la Xavier University et la St. Xavier High School), inauguré en 1831 dans le centre-ville de Cincinnati. Sa devise est : Proficere sapientia aetate et gratia.

## Histoire
Un nouveau bâtiment du séminaire est inauguré le 2 octobre 1851 par Mgr John Baptist Purcell dans le quartier de Price Hill et le séminaire est alors rebaptisé Mount St. Mary's of the West (Mont-Sainte-Marie de l'Ouest) pour ne pas le confondre avec l'athénée devenu le St. Xavier College en 1840. Ce nouveau nom est choisi en l'honneur de Mount St. Mary’s of the East d'Emmitsburg dans le Maryland, dont Mgr Purcell avait été le recteur. En 1879, le séminaire ferme pendant huit ans à cause de difficultés financières. Lorsqu'il rouvre l'archevêque décide d'ouvrir une école propédeutique séparée, le St. Gregory’s Seminary, qui est inauguré au Mount Washington en 1890.
En 1906, Mgr Henry Moeller fait construire une nouvelle cathédrale à Cincinnati avec une résidence archiépiscopale et un séminaire. L'année suivante, il accepte une donation d'un terrain de 6 hectares à Norwood, au nord du centre-ville de Cincinnati, mais la dédicace n'est célébrée qu'en 1923.
En 1925, l'archevêque de Cincinnati Mgr McNicholas (en) met sur pied une nouvelle organisation pour coordonner tout l'enseignement catholique du diocèse. Ce nouvel organisme est reconnu par la législation de l'Ohio, comme l'« athénée de l'Ohio » (Athenaeum of Ohio) en mars 1928. L'athénée délivre des diplômes pour Mount St. Mary’s of the West et pour St. Gregory, pour un établissement de formation des enseignants et pour une école universitaire de science.
Mount St. Mary's of the West  s'est installé en 1981 dans les locaux de St. Gregory, après que ce dernier a fermé ses portes en 1980 à cause du manque d'entrées de séminaristes. Le site de Norwood abrite désormais le Our Lady of the Holy Spirit Center, qui organise des retraites spirituelles pour l'archidiocèse de Cincinnati.